# Ковтаюча акула гранульована
Ковтаюча акула гранульована (Centrophorus granulosus) — акула з роду Ковтаюча акула родини Ковтаючі акули. Інші назви «колюча акула-мулоковт» та «бура ковтаюча акула».

## Опис
Завдовжки досягає 1,6 м. Спостерігається статевий диморфізм: самці більші за самиць. Голова помірно довга та широка, морда конічної форми. Ніс загострений, короткий. Очі великі, овальні зеленуватого відтінку. У неї 5 пар зябрових щілин. Рот помірно довгий, зігнутий дугою. Зуби дрібні, мають маленькі бокові зубчики-верхівки. Тулуб стрункий, веретеноподібний. Шкіряна луска висока, розміщена з проміжками між окремими лусочками, що робить шкіру грубою. Має 2 спинних плавця з невеликими шипиками. Анальний плавець відсутній.
Забарвлення спини сіро-коричневае черево — світліше. На кінчиках та задніх крайках спинних плавців є розмиті чорні плями.

## Спосіб життя
Тримається глибин від 100 до 1490 м, переважно на глибинах 200—600 м на континентальних схилах. Активний хижак. Живиться костистою рибою, зокрема хеком, анчоусами, оселедцем, корюшкою, тріскою, а також головоногими молюсками, скатами та дрібними акулами.
Статева зрілість у самців настає при розмірі 60-80 см, самиць — 1 м. Це яйцеживородна акула. Самиця народжує 1-2 акуленят завдовжки 46 см. Загалом за життя самиця народжує до 10 акуленят.
Промисловий вилов цієї акули не ведеться, у випадку вилову акулу використовують задля виробництва рибного борошна або виготовленню сквалена з її печінки.
Тривалість життя становить 30 років.

## Розповсюдження
Мешкає уздовж узбережжя Франції, Іспанії, Португалії, Мадейри, Канарських островів, Марокко, Сенегалу, Анголи, Намібії, ПАР, Мозамбіку, Мадагаскару, Сомалі, Ємену. Зустрічається у західному Середземномор'ї та Карибському басейні. Також водиться в морях біля західної та північної Австралії, північного узбережжя о. Нова Гвінея, південних вод Японії.